# Katarynka (nowela)
Katarynka – nowela napisana przez Bolesława Prusa w 1880 roku. Akcja utworu dzieje się w XIX-wiecznej Warszawie.

## Opis fabuły
Emerytowany prawnik – Pan Tomasz – zajmował piękne mieszkanie na pierwszym piętrze kamienicy Mężczyzna żył w dostatku i cieszył się powszechnym szacunkiem jako wybitny profesjonalista. Nie miał jednak szczęścia w miłości. Próbował nawiązywać znajomości z różnymi kobietami, lecz po kilku nieudanych próbach znalezienia idealnej kandydatki na żonę, postanowił zostać sam.
Prawnik kochał sztukę, kolekcjonował obrazy i wykazywał się szczególną wrażliwością na muzykę, dlatego też jedna rzecz szczególnie wprawiała go w gniew – katarynka. Nie mógł znieść dźwięku wydawanego przez tę maszynę i nigdy nie życzył sobie, aby jakikolwiek kataryniarz wchodził na jego podwórze (płacił nawet w tym celu stróżowi).
Do mieszkania znajdującego się w podwórzu kamienicy pana Tomasza wprowadziły się dwie panie z małą, może ośmioletnią dziewczynką. Po jakimś czasie znany prawnik spostrzegł, iż dziewczynka jest niewidoma.
Pewnego dnia mecenas usłyszał dźwięki katarynki na podwórzu obok. Zbulwersował się, ponieważ musiał rozwiązać pewną poplątaną sprawę sądową (dotyczącą dziedziczenia sporego majątku). Gdy jednak zobaczył, że dziewczynka raduje się na dźwięk katarynki, która stanowiła urozmaicenie w jej monotonnym życiu, zażyczył sobie, aby kataryniarze pojawiali się w podwórzu kamienicy codziennie (obiecał nawet zapłacić w tym celu nowemu stróżowi). Postanowił też pomóc w leczeniu dziewczynki.